# Pseudohumanismus
Pseudohumanismus je většinou pejorativní označení pro domnělé zneužívání problematiky lidských práv. Pojem „pseudohumanista“ je používán pro politiky, úředníky a aktivisty, kteří jsou obviňováni, že „bojem za lidská práva“ odvádějí pozornost od podstaty problému, zviditelňují se a sledují vlastní zájmy.
Slovo se také velmi často vyskytuje v internetových diskusích. Mluvčí mezi pseudohumanismus řadí například:
- politickou korektnost,
- multikulturalismus,
- pozitivní diskriminaci menšin,
- apriorní obviňování většiny z rasismu,
- válečné akce proti cizím státům pod záminkou „vývozu svobody a demokracie“ (viz též humanitární bombardování),
- liberalizaci drog,[3]
- aktivity Václava Havla.[4]

Podle ředitele Ekumenické akademie Jiřího Silného „těm, kdo mluví o pseudohumanistech, zpravidla nejde o obhajobu skutečného humanismu před jeho lživou nebo falešnou podobou. Jedná se ve skutečnosti o jen málo maskovaný útok na humanismus jako takový. Je to slovo, které signalizuje fašizující tendence v české společnosti.“
Podobné pejorativum „humanitář“ ve významu „hlasatel falešné humanity“ se vyskytuje například v románu Karla Poláčka Hlavní přelíčení z roku 1932.